# 尤寧格羅夫鎮區 (伊利諾州懷特塞德縣)
尤寧格羅夫鎮區（英語：Union Grove Township）是位於美國伊利诺伊州懷特塞德縣的一個行政鎮區。

## 地方資料
根據2010年美國人口普查的數據，尤寧格羅夫鎮區的面積為90.90平方千米，當中陸地面積為90.90平方千米，而水域面積為0.00平方千米。當地共有人口1214人，而人口密度為每平方千米13.36人。